# Aubiac (Gironde)
Pour les articles homonymes, voir Aubiac.
Aubiac (graphie identique en gascon) est une commune du Sud-Ouest de la France, située dans le département de la Gironde (région Nouvelle-Aquitaine).

## Géographie

### Localisation
La commune d'Aubiac est située dans le Bazadais, en limite de la haute-Lande-Girondine, à 55 km au sud-est de Bordeaux, chef-lieu du département, à 11 km au sud de Langon, chef-lieu d'arrondissement et à 6,5 km au nord-ouest de Bazas, ancien chef-lieu de canton.

### Communes limitrophes
Les communes limitrophes en sont Mazères au nord, Cazats au nord-est sur à peine 100 mètres, Bazas au sud et sud-est et Le Nizan à l'ouest.
|          | Mazères | Cazats |
| Le Nizan | Aubiac  |        |
|          |         | Bazas  |

### Climat
Pour des articles plus généraux, voir Climat de la Nouvelle-Aquitaine et Climat de la Gironde.
Historiquement, la commune est exposée à un climat océanique aquitain.  
En 2020, Météo-France publie une typologie des climats de la France métropolitaine dans laquelle la commune est exposée à un climat océanique et est dans la région climatique Aquitaine, Gascogne, caractérisée par une pluviométrie abondante au printemps, modérée en automne, un faible ensoleillement au printemps, un été chaud (19,5 °C), des vents faibles, des brouillards fréquents en automne et en hiver et des orages fréquents en été (15 à 20 jours).
Pour la période 1971-2000, la température annuelle moyenne est de 12,7 °C, avec une amplitude thermique annuelle de 14,9 °C. Le cumul annuel moyen de précipitations est de 841 mm, avec 11,4 jours de précipitations en janvier et 6,9 jours en juillet. Pour la période 1991-2020, la température moyenne annuelle observée sur la station météorologique la plus proche, située sur la commune de Cazats à 3 km à vol d'oiseau, est de 13,7 °C et le cumul annuel moyen de précipitations est de 825,5 mm,. Pour l'avenir, les paramètres climatiques de la commune estimés pour 2050 selon différents scénarios d’émission de gaz à effet de serre sont consultables sur un site dédié publié par Météo-France en novembre 2022.

## Urbanisme

### Typologie
Au 1er janvier 2024, Aubiac est catégorisée commune rurale à habitat dispersé, selon la nouvelle grille communale de densité à sept niveaux définie par l'Insee en 2022.
Elle est située hors unité urbaine. Par ailleurs la commune fait partie de l'aire d'attraction de Bazas, dont elle est une commune de la couronne,. Cette aire, qui regroupe 18 communes, est catégorisée dans les aires de moins de 50 000 habitants,.

### Occupation des sols

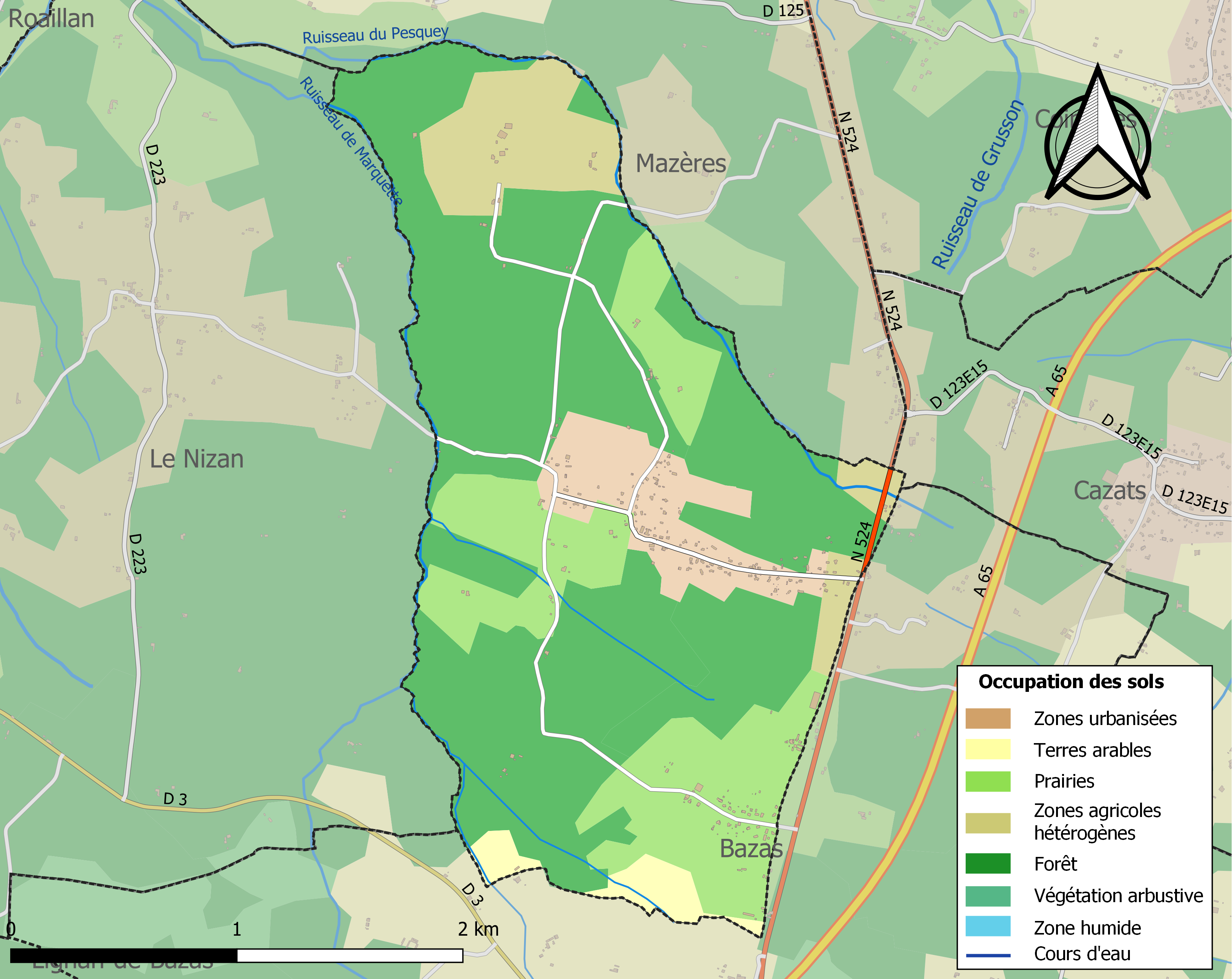
Carte des infrastructures et de l'occupation des sols de la commune en 2018 (CLC).

L'occupation des sols de la commune, telle qu'elle ressort de la base de données européenne d’occupation biophysique des sols Corine Land Cover (CLC), est marquée par l'importance des forêts et milieux semi-naturels (59,7 % en 2018), une proportion identique à celle de 1990 (59,7 %). La répartition détaillée en 2018 est la suivante : 
forêts (59,7 %), prairies (21 %), zones agricoles hétérogènes (9,4 %), zones urbanisées (8 %), terres arables (1,9 %). L'évolution de l’occupation des sols de la commune et de ses infrastructures peut être observée sur les différentes représentations cartographiques du territoire : la carte de Cassini (XVIIIe siècle), la carte d'état-major (1820-1866) et les cartes ou photos aériennes de l'IGN pour la période actuelle (1950 à aujourd'hui).

### Voies de communication et transports
Les voies de communication routière qui sillonnent le territoire communal ne sont que des voies vicinales ; ledit territoire est cependant bordé, dans sa limite est, par la route nationale 524 qui relie Langon au nord à Bazas au sud-est.
L'accès 03 de Langon à l'autoroute A62 (Bordeaux-Toulouse) se situe à 11 km vers le nord. L'accès 04 de La Réole se trouve à 18 km vers l'est, par Aillas.

L'accès 01 de Bazas à l'autoroute A65 (Langon-Pau) se situe à 4 km vers le sud.
La gare SNCF la plus proche est celle de Langon, à 11 km vers le nord, sur la ligne Bordeaux - Sète du TER Nouvelle-Aquitaine.

### Risques majeurs
Le territoire de la commune d'Aubiac est vulnérable à différents aléas naturels : météorologiques (tempête, orage, neige, grand froid, canicule ou sécheresse), inondations, feux de forêts, mouvements de terrains et séisme (sismicité très faible). Un site publié par le BRGM permet d'évaluer simplement et rapidement les risques d'un bien localisé soit par son adresse soit par le numéro de sa parcelle.
La commune a été reconnue en état de catastrophe naturelle au titre des dommages causés par les inondations et coulées de boue survenues en 1982, 1999 et 2009,.
Aubiac est exposée au risque de feu de forêt. Depuis le 20 avril 2016, les départements de la Gironde, des Landes et de Lot-et-Garonne disposent d’un règlement interdépartemental de protection de la forêt contre les incendies. Ce règlement vise à mieux prévenir les incendies de forêt, à faciliter les interventions des services et à limiter les conséquences, que ce soit par le débroussaillement, la limitation de l’apport du feu ou la réglementation des activités en forêt. Il définit en particulier cinq niveaux de vigilance croissants auxquels sont associés différentes mesures,.
Les mouvements de terrains susceptibles de se produire sur la commune sont des tassements différentiels.

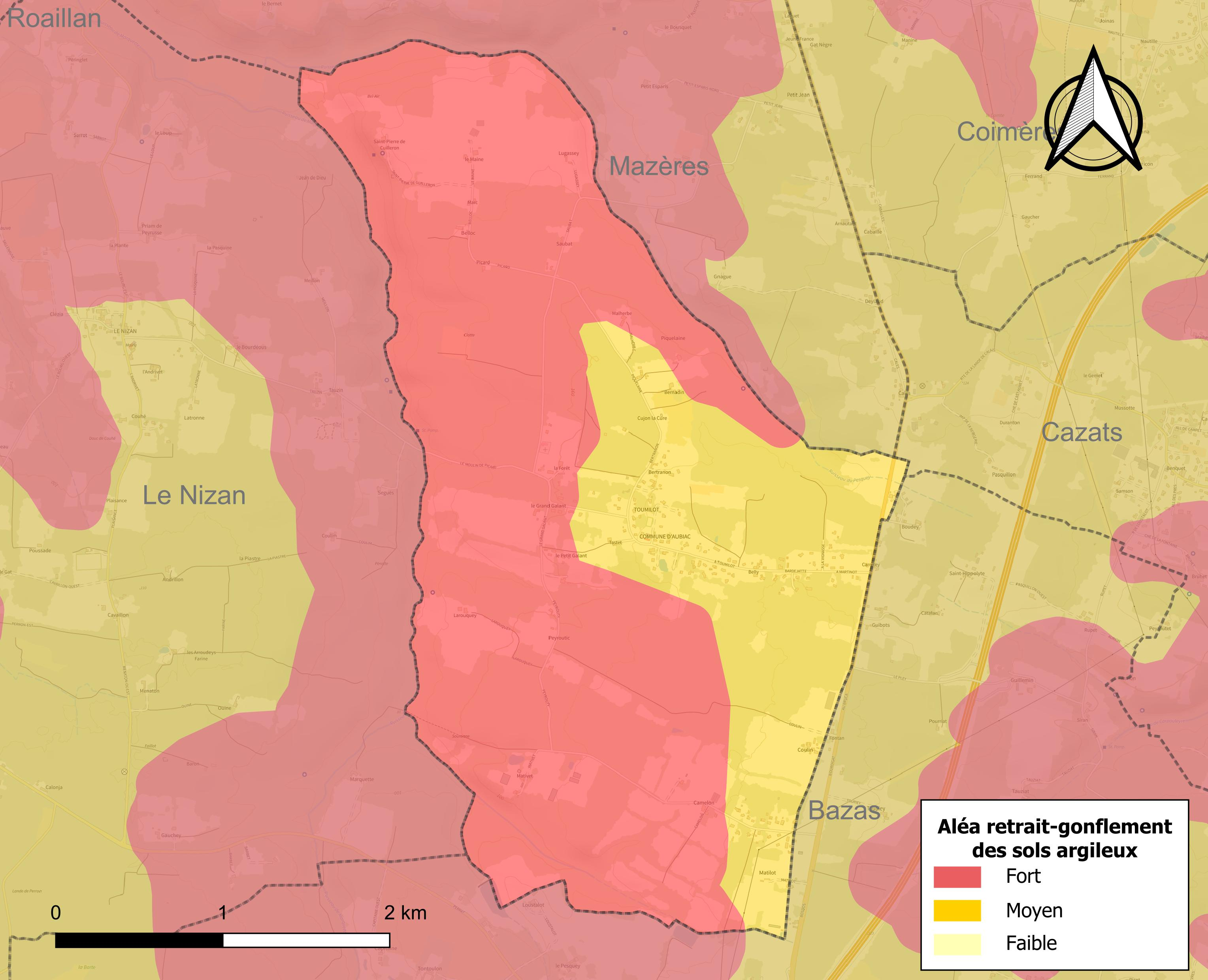
Carte des zones d'aléa retrait-gonflement des sols argileux d'Aubiac.

Le retrait-gonflement des sols argileux est susceptible d'engendrer des dommages importants aux bâtiments en cas d’alternance de périodes de sécheresse et de pluie. La totalité de la commune est en aléa moyen ou fort (67,4 % au niveau départemental et 48,5 % au niveau national). Sur les 126 bâtiments dénombrés sur la commune en 2019, 126 sont en aléa moyen ou fort, soit 100 %, à comparer aux 84 % au niveau départemental et 54 % au niveau national. Une cartographie de l'exposition du territoire national au retrait gonflement des sols argileux est disponible sur le site du BRGM,.
Par ailleurs, afin de mieux appréhender le risque d’affaissement de terrain, l'inventaire national des cavités souterraines permet de localiser celles situées sur la commune.
Concernant les mouvements de terrains, la commune a été reconnue en état de catastrophe naturelle au titre des dommages causés par la sécheresse en 1989, 2003, 2005, 2011, 2015 et 2017 et par des mouvements de terrain en 1999.

## Histoire
À la Révolution, la paroisse Saint-Pierre de Cuilleron et son annexe, Saint-Léger d'Aubiac, forment la commune d'Aubiac.

## Politique et administration
| Période                                  | Période          | Identité             | Étiquette | Qualité                            |
| ---------------------------------------- | ---------------- | -------------------- | --------- | ---------------------------------- |
| Les données manquantes sont à compléter. |                  |                      |           |                                    |
| 1894                                     | 1904             | Pierre Cabanieu      |           |                                    |
| 1904                                     | 1914             | Jean Sarraute        |           |                                    |
| 1914                                     | 1925             | Jean Tillos          |           |                                    |
| 1925                                     | 1945             | Noé Cazenave         |           |                                    |
| 1945                                     | 1953             | Pierre Laporte       |           |                                    |
| 1953                                     | 1971             | Pierre Latrille      |           |                                    |
| mars 1971                                | juin 1995        | Pierre Saint-Marc    |           | Agriculteur                        |
| juin 1995                                | 14 décembre 2018 | Daniel Saint-Marc    | MPF       | Agriculteur                        |
| 14 décembre 2018                         | mars 2019        | Jean-Pierre Lanneluc |           | Premier adjoint, maire intérimaire |
| mars 2019                                | En cours         | Valérie Bélis        |           |                                    |

## Démographie
Les habitants sont nommés les Aubiacais.
L'évolution du nombre d'habitants est connue à travers les recensements de la population effectués dans la commune depuis 1793. Pour les communes de moins de 10 000 habitants, une enquête de recensement portant sur toute la population est réalisée tous les cinq ans, les populations de référence des années intermédiaires étant quant à elles estimées par interpolation ou extrapolation. Pour la commune, le premier recensement exhaustif entrant dans le cadre du nouveau dispositif a été réalisé en 2008.

En 2022, la commune comptait 301 habitants, en évolution de +9,85 % par rapport à 2016 (Gironde : +6,91 %, France hors Mayotte : +2,11 %).
| 1793 | 1800 | 1806 | 1821 | 1831 | 1836 | 1841 | 1846 | 1851 |
| ---- | ---- | ---- | ---- | ---- | ---- | ---- | ---- | ---- |
| 236  | 229  | 217  | 245  | 252  | 273  | 266  | 271  | 239  |

| 1856 | 1861 | 1866 | 1872 | 1876 | 1881 | 1886 | 1891 | 1896 |
| ---- | ---- | ---- | ---- | ---- | ---- | ---- | ---- | ---- |
| 288  | 261  | 239  | 214  | 235  | 240  | 240  | 204  | 215  |

| 1901 | 1906 | 1911 | 1921 | 1926 | 1931 | 1936 | 1946 | 1954 |
| ---- | ---- | ---- | ---- | ---- | ---- | ---- | ---- | ---- |
| 207  | 211  | 207  | 171  | 163  | 169  | 169  | 154  | 125  |

| 1962 | 1968 | 1975 | 1982 | 1990 | 1999 | 2006 | 2008 | 2013 |
| ---- | ---- | ---- | ---- | ---- | ---- | ---- | ---- | ---- |
| 117  | 109  | 125  | 166  | 206  | 259  | 248  | 245  | 267  |

| 2018 | 2022 | - | - | - | - | - | - | - |
| ---- | ---- | - | - | - | - | - | - | - |
| 270  | 301  | - | - | - | - | - | - | - |

## Culture locale et patrimoine

### Lieux et monuments
- L'église Saint-Pierre, située à l'écart du bourg proprement dit, abrite une cloche de bronze du XIIe siècle qui a été classée à l'inventaire des monuments historiques au titre objet en 1912[32].

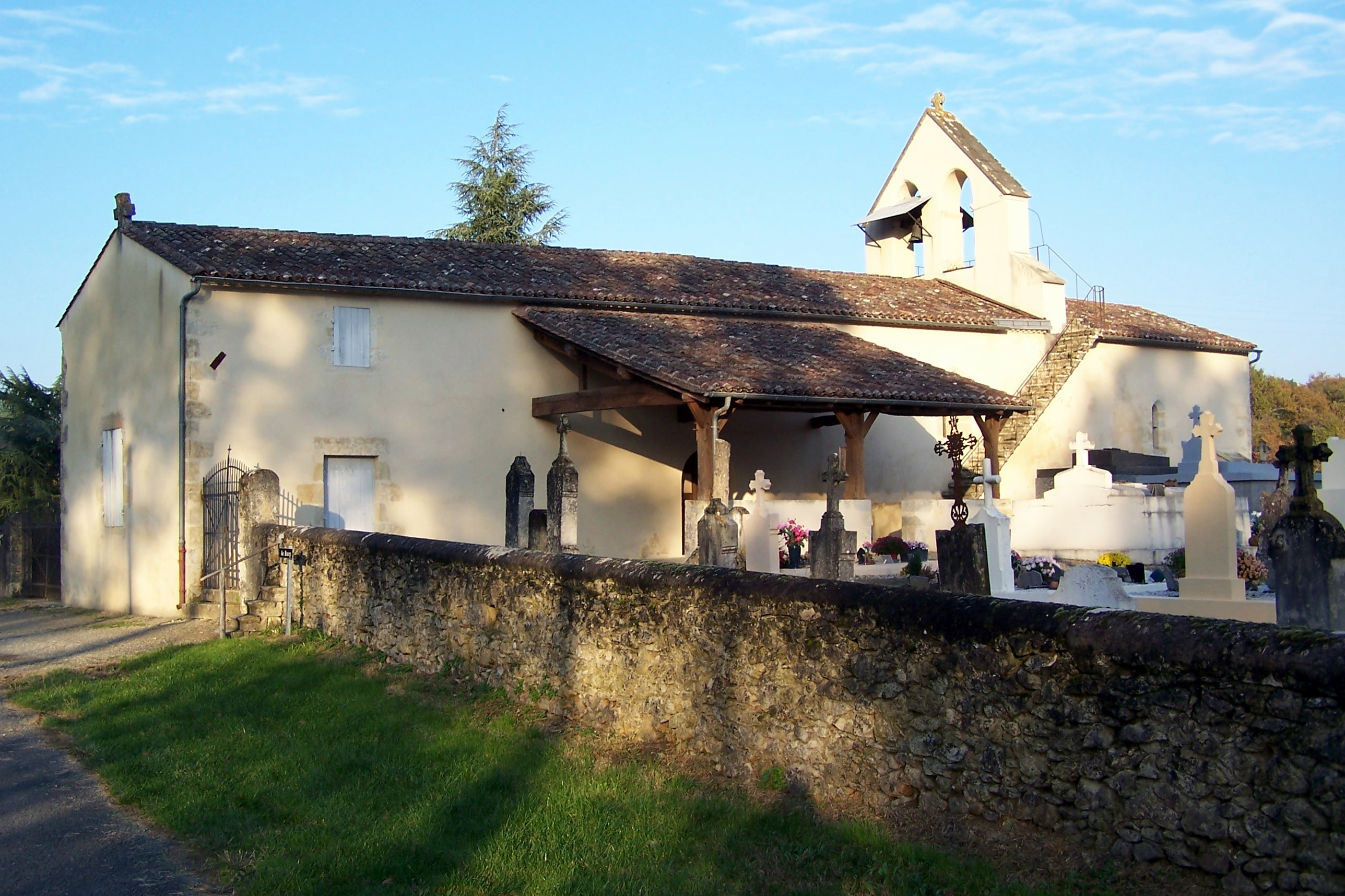
L'église Saint-Pierre (nov. 2010).
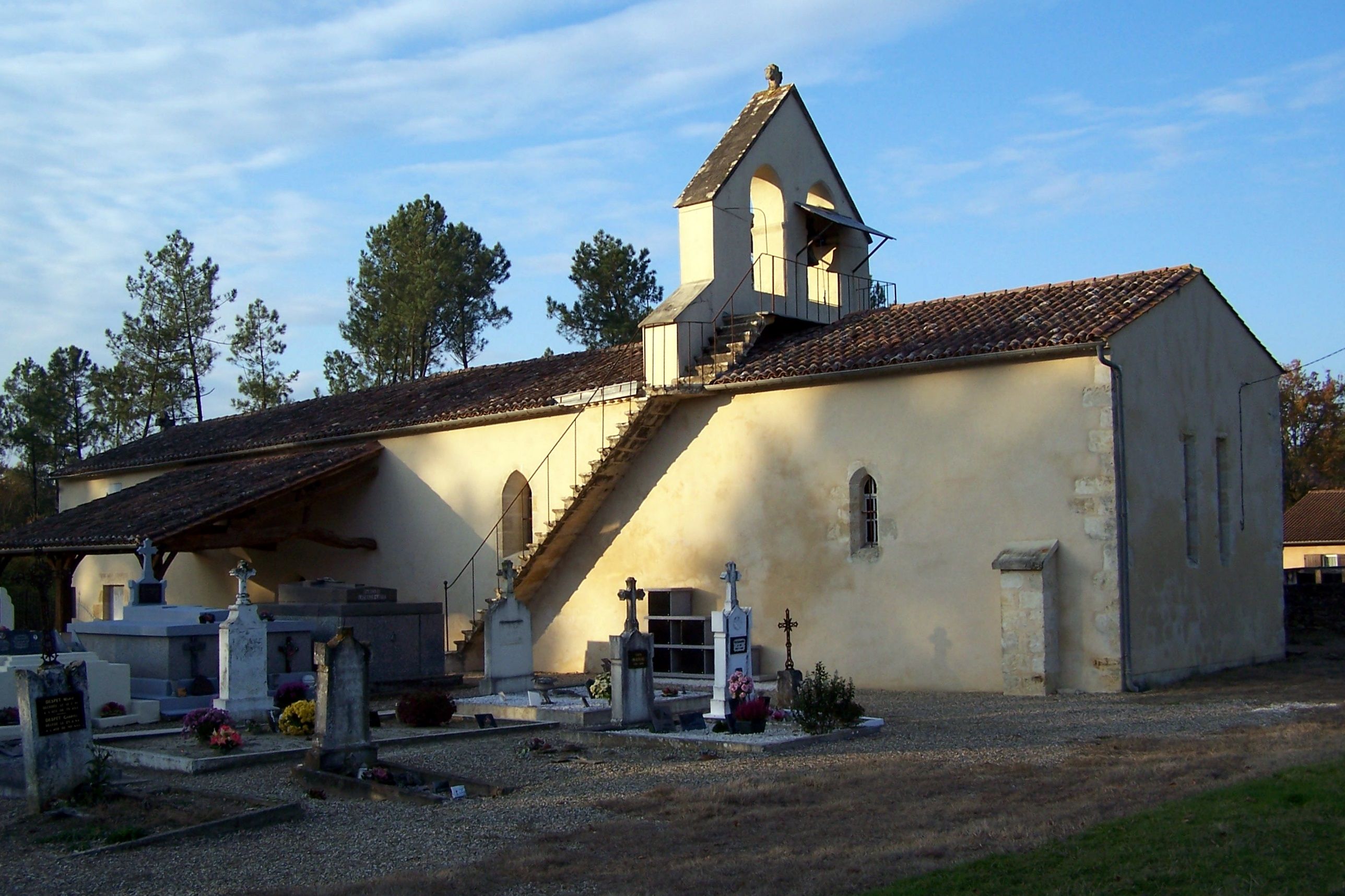
Le chevet de l'église (nov. 2010).
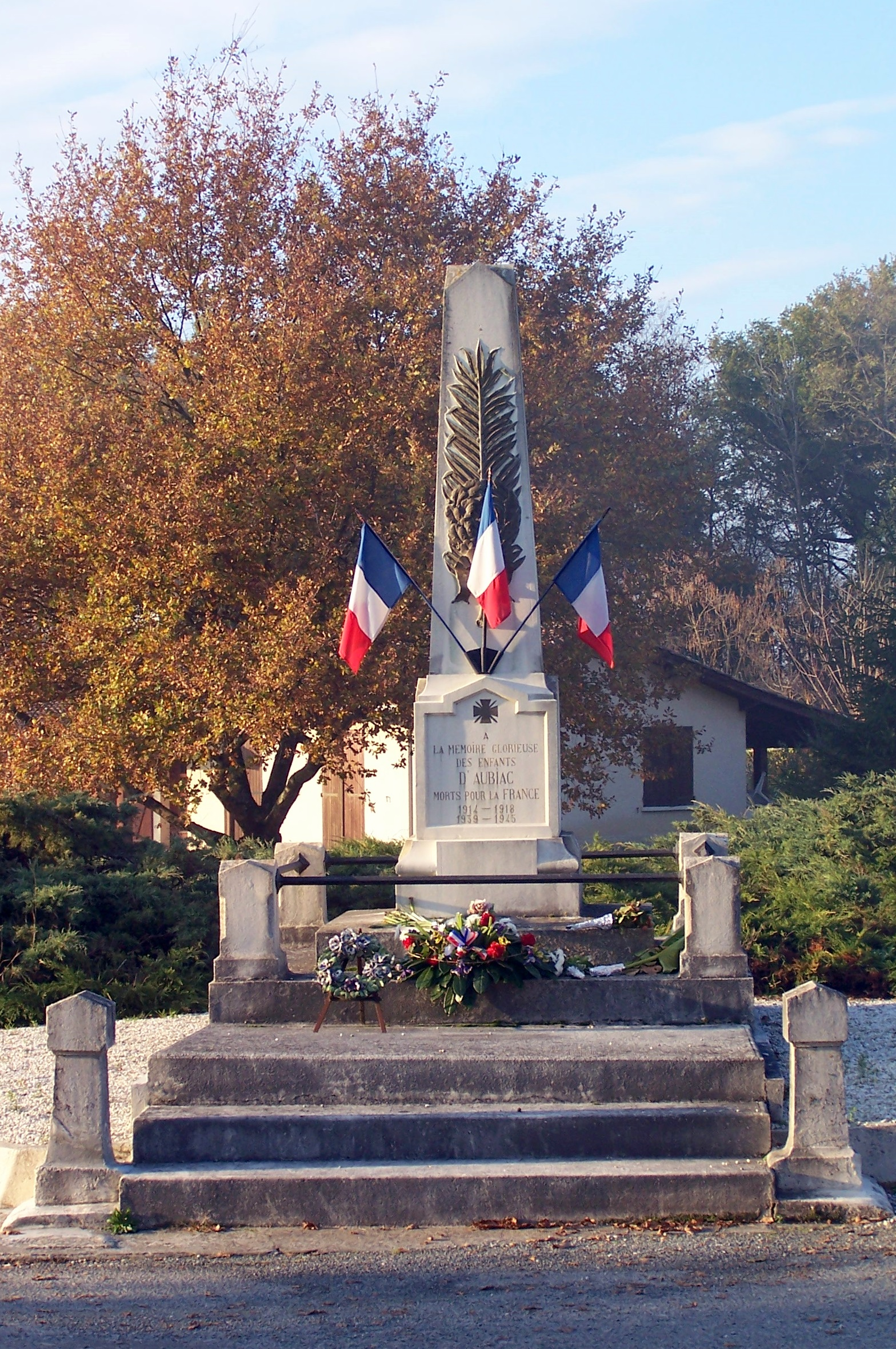
Le monument aux morts (nov. 2010).